# 第74回日劇學院賞
←第73回 - 第74回 - 第75回→
第74回日劇學院賞，針對2012年7月到9月在日本播出的連續劇做出投票與評比。

## 最優秀作品賞
1. 小梅醫生
2. 特官 特別國稅徵收官
3. RICH MAN, POOR WOMAN

- 讀者票：1. 小梅醫生；2. RICH MAN, POOR WOMAN；3. 特官
- 記者票：1. 小梅醫生；2. RICH MAN, POOR WOMAN；3. GTO
- 評審票：1. 小梅醫生；2. 特官；3. RICH MAN, POOR WOMAN

## 主演男優賞
1. 小栗旬（RICH MAN, POOR WOMAN）
2. AKIRA（GTO）
3. 豐川悅司（美麗的天雨）

- 讀者票：1. 小栗旬（RICH MAN, POOR WOMAN）；2. AKIRA（GTO）；3. 向井理（Summer Rescue）
- 記者票：1. 小栗旬（RICH MAN, POOR WOMAN）；2. AKIRA（GTO）；3. 丸山隆平（敏行快跑）
- 評審票：1. 小栗旬（RICH MAN, POOR WOMAN）；2. AKIRA（GTO）；3. 豐川悅司（美麗的天雨）

## 主演女優賞
1. 堀北真希（小梅醫生）
2. 井上真央（特官 特別國稅徵收官）
3. 武井咲（無法呼吸的夏天）

- 讀者票：1. 堀北真希（小梅醫生）；2. 井上真央（特官）；3. 仲間由紀惠（幽靈媽媽搜查線）
- 記者票：1. 堀北真希（小梅醫生）；2. 井上真央（特官）；3. 榮倉奈奈（黑之女教師）
- 評審票：1. 堀北真希（小梅醫生）；2. 井上真央（特官）；3. 武井咲（無法呼吸的夏天）

## 助演男優賞
1. 北村有起哉（特官 特別國稅徵收官）
2. 松坂桃李（小梅醫生）
3. 井浦新（RICH MAN, POOR WOMAN）

- 讀者票：1. 松坂桃李（小梅醫生）；2. 北村有起哉（特官）；3. 井浦新（RICH MAN, POOR WOMAN）
- 記者票：1. 松坂桃李（小梅醫生）；2. 井浦新（RICH MAN, POOR WOMAN）；3. 北村有起哉（特官）
- 評審票：1. 北村有起哉（特官）；2. 井浦新（RICH MAN, POOR WOMAN）；3. 高橋克實（小梅醫生）

## 助演女優賞
1. 石原里美（RICH MAN, POOR WOMAN）
2. 瀧本美織（GTO）
3. 尾野真千子（Summer Rescue〜天空的診療所〜）

- 讀者票：1. 石原里美（RICH MAN, POOR WOMAN）；2. 鈴木砂羽（特官）；3. 瀧本美織（GTO）
- 記者票：1. 石原里美（RICH MAN, POOR WOMAN）；2. 尾野真千子（Summer Rescue〜天空的診療所〜）；3. 瀧本美織（GTO）
- 評審票：1. 石原里美（RICH MAN, POOR WOMAN）；2. 木村文乃（黑之女教師）；3. 松雪泰子（敗中求勝吉田茂）

## 主題曲賞
1. SMAP「顛倒的天空」（小梅醫生）
2. miwa「ヒカリへ」（RICH MAN, POOR WOMAN）
3. Mr.Children「hypnosis」（特官）

## 腳本賞
1. 尾崎將也（小梅醫生）
2. 安達奈緒子（RICH MAN, POOR WOMAN）
3. 泉吉紘（特官）

## 監督賞
1. 木村隆文、勝田夏子、大原拓、西村武五郎、桑野智宏、長谷知記、鈴木航（小梅醫生）
2. 水田伸生、長沼誠（特官）
3. 葉山裕記、宮木正悟（總是在哭泣）